# Liste des évêques et archevêques d'Aix-en-Provence
Pour les articles homonymes, voir Liste des évêques d'Aix.
Pour un article plus général, voir Archidiocèse d'Aix-en-Provence.
Liste des évêques et archevêques d'Aix-en-Provence :

## Des origines à l'an mil
| Dates              | Nom                                               | Commentaire                                                                | Portrait |
| ------------------ | ------------------------------------------------- | -------------------------------------------------------------------------- | -------- |
| 45-v. 80           | Maximin, saint                                    |                                                                            |          |
| v. 80- ?           | Sidoine, saint                                    |                                                                            |          |
| 363-374            | Marcellin, saint                                  | Évêque d'Embrun                                                            |          |
| v. 394-v. 401      | Triferius ou Toeferius                            | Probablement Félicien, il participe au concile de Nîmes du 1er octobre 396 |          |
|                    |                                                   |                                                                            |          |
| v. 408-v. 411      | Lazare d'Aix                                      |                                                                            |          |
| 439 ?-475          | Auxanius                                          |                                                                            |          |
| 475-494            | Basile                                            | Ancien prêtre d'Arles                                                      |          |
| Fin Ve siècle      | Saint Ménelphale                                  |                                                                            |          |
| 524-541            | Maxime                                            |                                                                            |          |
| 549-554            | Avole                                             | Participe au concile d'Arles de 554.                                       |          |
| 566                | Francon                                           |                                                                            |          |
| 581-585            | Pientius                                          |                                                                            |          |
| 596-636            | Protais                                           |                                                                            |          |
| ?-?                | Chramnelenus, cité en 676, comme évêque d'Embrun. |                                                                            |          |
| Absence de données |                                                   |                                                                            |          |
| 828                | Benoît                                            |                                                                            |          |
| 867                | Honorat                                           |                                                                            |          |
| 878-879            | Robert Ier                                        |                                                                            |          |
| 887                | Matfrid                                           |                                                                            |          |
| 928-947            | Odolric                                           |                                                                            |          |
| 949                | Israël                                            |                                                                            |          |
| 966 ?-979          | Silvestre                                         |                                                                            |          |
| 991-1018           | Amalric Ier                                       |                                                                            |          |

## DuXIesiècleauXIIIesiècle
| Dates        | Nom                                         | Commentaire | Portrait |
| ------------ | ------------------------------------------- | --- | -------- |
| 1019         | Pons Ier de Châteaurenard                   | |          |
| -1032        | Amalric II                                  | |          |
| 1032-v. 1050 | Pierre Ier                                  | |          |
| 1050-1056    | Pons II de Châteaurenard                    | |          |
| 1056-1082    | Rostan de Fos                               | |          |
| 1082-1101    | Pierre II Gaufridi/Geoffroi                 | |          |
| 1101-1112    | Pierre III                                  | |          |
| 1115 ?-1131  | Jérôme Fouques                              | |          |
| 1132-1157    | Pons de Lubières                            | |          |
| 1162-1165    | Pierre IV                                   | |          |
| 1165-1174    | Hugues de Montlaur                          | |          |
| 1178-1180    | Bertrand de Rougiers de Roquevaire          | Assiste au Troisième concile du Latran. Aussi dénommé Bertrandus de Rogier, Bertrand surnommé de Roquevaira, Bertrand de Rougiers seigneur de Roquevaire mais son autorité sur Roquevaire est mise en doute car un homonyme Bertrand, seigneur de Roquevaire a existé - Voir les chartes du petit cartulaire de Saint-Victor, celle du 30 mai 1155 et celle de mars 1159. |          |
| 1180-1186    | Henri                                       | |          |
| 1186-1212    | Gui de Fos                                  | |          |
| 1212-1223    | Bermond Cornut                              | |          |
| 1223-1251    | Raimond Audibert                            | |          |
| 1251-1257    | Philippe Ier                                | |          |
| 1257-1273    | Guillaume Vicedomino de Vicedominis         | |          |
| 1274-1282    | Grimier Carnazani (ou Grimeric Vicedominus) | |          |
| 1283-1311    | Rostan de Noves                             | |          |

## DuXIVesiècleauXVesiècle
| Dates     | Nom                          | Commentaire                                                                                            | Portrait |
| --------- | ---------------------------- | --- | -------- |
| 1311-1312 | Guillaume de Mandagout       | |          |
| 1313-1318 | Robert de Mauvoisin          | Forcé de résigner ses fonctions à la suite d'un procès qui lui est intenté sur ordre du pape Jean XXII |          |
| 1318-1320 | Pierre des Près de Montpezat | Précédemment évêque de Riez                                                                            |          |
| 1321-1322 | Pierre Auriol                | |          |
| 1322-1329 | Jacques de Concos            | |          |
| 1329-1348 | Armand de Narcès             | |          |
| 1348-1361 | Arnaud Bernard de Pireto     | |          |
| 1361-1368 | Jean Peissoni                | |          |
| 1368-1379 | Giraud de Pousillac          | |          |
| 1379-1395 | Jean d'Agout                 | |          |
| 1395-1397 | Jacques                      | |          |
| 1397-1420 | Thomas de Pupio              | |          |
| 1420-1422 | Guillaume Fillastre          | |          |
| 1422-1437 | Avignon Nicolaï              | |          |
| 1437-1447 | Robert Roger                 | |          |
| 1447-1460 | Robert Damiani               | Auparavant évêque de Tibériade                                                                         |          |
| 1460-1484 | Georges-Olivier de Pannard   | |          |
| 1484-1499 | Philippe Herbert             | |          |

## DuXVIesiècleauXVIIIesiècle
| Dates      | Nom                                            | Commentaire | Portrait |
| ---------- | ---------------------------------------------- | --- | -------- |
| 1500-1503  | Christophe de Brillac                          | |          |
| 1503-1506  | François de Brillac                            | Évêque d'Orléans, neveu du précédent |          |
| 1506-1541  | Pierre Filhol                                  | Auparavant évêque de Sisteron |          |
| 1541-1550  | Antoine Imbert Filhol                          | Neveu du précédent |          |
| 1551-1566  | Jean de Saint-Chamond                          | Apostat en 1566, † en 1578 |          |
| 1568-1571  | Laurent Strozzi                                | Cardinal |          |
| 1574-1576  | Julien de Médicis                              | Évêque de Béziers, cousin du précédent |          |
| 1576-1591  | Alexandre Canigiani                            | Cousin du précédent |          |
| 1592-1597  | Gilbert Génébrard                              | Banni en 1596, † en 1597 |          |
| 1599-1624  | Paul Hurault de L'Hospital                     | Nommé par le roi en 1595, préconisé en 1599, † en 1624 |          |
| 1624-1625  | Guy Hurault de L'Hospital                      | Neveu et coadjuteur du précédent |          |
| 1626-1628  | Alphonse-Louis du Plessis de Richelieu         | Frère du cardinal de Richelieu, puis archevêque de Lyon, en septembre 1628, et cardinal, le 19 novembre 1629, † le 23 mars 1653.                                                                            |          |
| 1631-1644  | Louis de Bretel                                | |          |
| 1645-†1648 | Michel Mazarin                                 | Frère du cardinal Mazarin, cardinal, le 7 octobre 1647 |          |
| 1648-†1685 | Jérôme Grimaldi-Cavalleroni                    | Cardinal, le 13 juillet 1643, nommé par le roi en 1648, préconisé en 1655, † en 1685 |          |
| 1685-1687  | Charles Le Goux de La Berchère                 | Nommé par le roi, vicaire général du chapitre, jamais préconisé |          |
| 1693-1708  | Daniel de Cosnac                               | Nommé par le roi en 1687, préconisé en 1693, † en 1708 |          |
| 1708-1729  | Charles Gaspard Guillaume de Vintimille du Luc | Transféré à l'archevêché de Paris, le 10 mai 1729, † en 1746 |          |
| 1729-1770  | Jean-Baptiste de Brancas                       | |          |
| 1771-1801  | Jean de Dieu-Raymond de Boisgelin de Cucé      | Émigré en 1791, démissionne le 7 novembre 1801, devient archevêque de Tours, le 9 avril 1802, et cardinal le 17 janvier 1803, † le 22 août 1804. Vicaire généralCharles-François de La Rochefoucauld-Bayers |          |
| 1791-1794  | Charles Benoît Roux                            | Évêque constitutionnel des Bouches-du-Rhône |          |
| 1798-1801  | Jean-Baptiste Aubert                           | Évêque constitutionnel des Bouches-du-Rhône |          |

## DuXIXesiècleà nos jours
| Dates       | Nom                                   | Commentaire                                     | Portrait |
| ----------- | ------------------------------------- | ----------------------------------------------- | -------- |
| 1802-†1810  | Jérôme Champion de Cicé               | Ancien archevêque de Bordeaux                   |          |
| 1811-1816   | Gaspard-André Jauffret                | Évêque de Metz, archevêque nommé par l'Empereur |          |
| 1817-†1829  | Pierre-Ferdinand de Bausset-Roquefort | Nommé en 1817, préconisé en 1819, † en 1829     |          |
| 1829-†1830  | Charles-Alexandre de Richery          |                                                 |          |
| 1830-†1835  | Jacques Raillon                       | Nommé en 1830, préconisé en 1832, † en 1835     |          |
| 1835-†1846  | Joseph Bernet                         | Cardinal le 19 janvier 1846, † 5 juillet 1846   |          |
| 1847-†1857  | Pierre-Marie-Joseph Darcimoles        |                                                 |          |
| 1857-†1873  | Georges Chalandon                     |                                                 |          |
| 1873-†1885  | Théodore-Augustin Forcade             | (M.E.P.)                                        |          |
| 1886-†1900  | François-Xavier Gouthe-Soulard        |                                                 |          |
| 1901-†1920  | Edwin Bonnefoy                        |                                                 |          |
| 1920-†1930  | Maurice-Louis-Marie Rivière           |                                                 |          |
| 1931-†1934  | Emmanuel Coste                        |                                                 |          |
| 1934-1940   | Clément Roques                        | Transféré à Rennes le 11 mai 1940               |          |
| 1940-1944   | Florent du Bois de la Villerabel      | Démissionnaire en 1944, † en 1951               |          |
| 1945-1978   | Charles de Provenchères               | Retiré en 1978, † en 1984                       |          |
| 1978-1994   | Bernard Panafieu                      | Nommé coadjuteur de Marseille en 1994           |          |
| 1995-1998   | Louis-Marie Billé                     | Transféré à l'archevêché de Lyon en 1998        |          |
| 1999-2010   | Claude Feidt                          | Retiré le 29 mars 2010                          |          |
| 2010-2022   | Christophe Dufour                     | Coadjuteur d'Aix et Arles de 2008 à 2010        |          |
| Depuis 2022 | Christian Delarbre                    |                                                 |          |